# Unión Patriótica Libre
La Unión Patriótica Libre (en árabe: الاتحاد الوطني الحر; translit: El-el-Itihad watani el-Hurr; en francés: Union patriotique libre) conocido como UPL es un partido político centrista y secular de Túnez, fundado y dirigido por el empresario británico-tunecino Slim Riahi tras la revolución tunecina, el 19 de mayo de 2011.
El partido propone un liberalismo económico, rechazando el islamismo. Aunque se ha declarado a sí mismo como centrista, su posición ideológica se acerca más a la centroderecha.
La UPL principalmente se ha destacado por su cara y lujosa campaña electoral. Ha ofrecido viajes en autobús a mítines del partido a los votantes potenciales. A diferencia de la mayoría de los otros partidos que se basan en el compromiso voluntario de sus miembros, la Unión Patriótica Libre puede permitirse el lujo de pagar a sus candidatos y activistas. Esto le ha granjeado críticas por parte de sus detractores, que acusan a Riahi de "comprar" votos. La decisión del líder del Partido de comprar el 20% del grupo de medios Dar Assabah levantó sospechas de mezclar los intereses comerciales con la actividad política. En la elección parlamentaria en octubre de 2011, el partido recibió sólo el 1.26% de los votos. Sin embargo, en el distrito de Siliana, el partido logró recibir el 6.3% de los votos y Noureddine Mrabti obtuvo sólo el asiento del partido para la Asamblea Constituyente. Junto con doce desertores del partido Corriente del Amor, Mrabti fundó el grupo parlamentario "Libertad y Democracia", que luego fue reorganizado como "Transición Democrática". Sin embargo, sólo Hanène Sassi seguía siendo un miembro permanente del partido. En marzo de 2013, varios partidos liberales se unieron al ULP.